# Sora
Sora – miasto i gmina we Włoszech, w regionie Lacjum, w prowincji Frosinone, nad rzeką Liri.
Poza zabytkowym centrum znajduje się tu, m.in. Opactwo św. Dominika.
Księciem Sory był w latach 1579–1612 Giacomo Boncompagni, syn papieża Grzegorza XIII.

## Miasta partnerskie
- Athis-Mons[5]
- Vaughan[6]